# Austrolimnophila collessiana
Austrolimnophila collessiana är en tvåvingeart som beskrevs av Günther Theischinger 1996. Austrolimnophila collessiana ingår i släktet Austrolimnophila och familjen småharkrankar. Inga underarter finns listade i Catalogue of Life.